# ラルフ・ミリバンド
ラルフ・ミリバンド（Ralph Miliband, 1924年1月7日 - 1994年5月21日）は、マルクス主義政治理論の研究者。
第一次世界大戦中、ワルシャワから逃げてきたポーランド系ユダヤ労働者の両親の下でブリュッセルで生まれたが、第二次世界大戦中にナチスドイツがベルギーに侵攻した（ベルギーの戦い）ため、職人だった父親と共にイギリスに逃れた。イギリスに移住後、アドルフという本名がユダヤ人を弾圧したアドルフ・ヒトラーと同じ名前であることを嫌いラルフと改名した。英語を学んだ後にベルギー亡命政府の資金援助でロンドン・スクール・オブ・エコノミクス（LSE）に進学し、ハロルド・ラスキの下で学ぶ。その後、LSEやリーズ大学で教鞭を執る。
1970年代、『ニュー・レフト・レヴュー』誌上でニコス・プーランツァスと国家の相対的自律性をめぐる論争を繰り広げる（ミリバンド－プーランツァス論争）。
息子が2人おり、長男デイヴィッド・ミリバンドは、ブラウン内閣で外相を務めた。次男エド・ミリバンドはイギリス労働党党首。

## 日本語訳著書
- 『現代資本主義国家論――西欧権力体系の一分析』（未來社, 1970年）
- 『マルクス主義政治学入門』（青木書店, 1979年）
- 『イギリスの民主政治』（青木書店, 1984年）
- 『階級権力と国家権力――政治論集』（未來社, 1986年）